# Spreo
A Spreo  a madarak osztályának verébalakúak (Passeriformes) rendjébe és a seregélyfélék (Sturnidae) családjába tartozó nem.
Besorolásuk vitatott, újabb kutatások a Lamprotornis nembe sorolják ezeket a fajokat is.

## Rendszerezés
A nemhez az alábbi 3 faj tartozik:
- Fischer-fényseregély (Spreo fischeri vagy Lamprotornis fischeri)
- kétszínű fényseregély (Spreo bicolor vagy Lamprotornis bicolor)
- fehérhomlokú fényseregély (Spreo albicapillus vagy Lamprotornis albicapillus)